# Pyrosvavelsyra
Pyrosvavelsyra eller disvavelsyra är en oxosyra av svavel med kemisk formel H2S2O7. Syrans salter och estrar kallas pyrosulfater.

## Egenskaper
Pyrosvavelsyra bildar jämvikt med så kallad rykande svavelsyra, något oegentligt även kallat oleum, svaveltrioxid (SO3) i svavelsyra (H2SO4), vilket ibland också lånar sitt namn till pyrosvavelsyra.
{\displaystyle {\rm {SO_{3}+H_{2}SO_{4}\leftrightharpoons H_{2}S_{2}O_{7}}}}
Vid kontakt med vatten hydrolyseras pyrosvavelsyra till svavelsyra.
{\displaystyle {\rm {H_{2}S_{2}O_{7}+H_{2}O\rightarrow 2\ H_{2}SO_{4}}}}

## Framställning
Pyrosvavelsyra framställs genom att tillföra ett överskott av svaveltrioxid till lösningen med svavelsyra:
{\displaystyle {\rm {H_{2}SO_{4}+SO_{3}\rightarrow H_{2}S_{2}O_{7}}}}

## Användning
Pyrosvavelsyra används för tillverkning av svavelsyra. När svaveltrioxid reagerar med vatten löses den inte upp utan bildar en dimma av svavelsyra som är svår att hantera. Löses det däremot upp i svavelsyra till pyrosvavelsyra är det enkelt att tillsätta vatten för att få svavelsyra.
Pyrosvavelsyra används också för tillverkning av sprängämnen genom nitrering. För nitrering krävs en vattenfri blandning av svavelsyra och salpetersyra. Eftersom kommersiell salpetersyra ofta är en azeotropisk blandning av 68% salpetersyra i vatten tillsätts pyrosvavelsyra för att avlägsna vattnet och få den önskade blandningen.

## Olyckor
Den 10 januari 1985 upptäcks det utsläpp av pyrosvavelsyra (här kallat oleum) som sedan svepte in över Karlskoga i en tät dimma de närmaste 24 timmarna.